# 김화진
김화진(金華鎭, 1728년 ~ 1803년)은 조선의 문신이다. 본관은 강릉(江陵)이며, 김상적(金尙迪)의 아들이다.

## 생애
1755년(영조 31) 정시 문과에 을과로 급제하여 1770년 승지, 1771년 대사간, 1776년 대사헌, 1777년 한성부우윤을 지냈다. 1778년(정조 2) 예조판서, 호조판서를 역임하였다. 1781년 평안도관찰사를 거쳐 1782년 판의금부사(判義禁府事)가 되었다. 이어 형조판서, 우참찬, 예조판서, 호조판서 등을 역임하였다. 1803년 판중추부사로 재직 중 졸(卒)하였다.